# Puerto Lleras
Puerto Lleras è un comune della Colombia facente parte del dipartimento di Meta.
Il centro abitato venne fondato da Ramón Escobar, Floro e Helena Paz, Héctor Castañeda, Jorge Bejarano, Marcos Pulgarín e Pablo Emilio Cabrera negli anni cinquanta, mentre l'istituzione del comune è del 29 novembre 1965.